# Pedro León Lucero
Pedro León Lucero (Buenos Aires, 29 de marzo de 1912-Mendoza, 13 de noviembre de 2001) fue un militar y político argentino.
Como militar había llegado al grado de general. En la década del '40 había trabajado junto a Juan Domingo Perón lo que le llevó a tener una amplia adhesión a la ideología del Partido Justicialista.
Fue designado interventor federal en la provincia de Mendoza por la presidenta María Estela Martínez de Perón el 11 de noviembre de 1975. Fue derrocado tras el golpe de Estado del 24 de marzo de 1976 que dio inicio al Proceso de Reorganización Nacional. Advertido del golpe se quedó a en su casa. Lo tuvieron preso durante 4 días y luego lo dejaron en libertad. 